# Gömörszőlős
Gömörszőlős là một thị trấn thuộc hạt Borsod-Abaúj-Zemplén, Hungary. Thị trấn này có diện tích 8,78 km², dân số năm 2010 là 71 người, mật độ 8 người/km².